# Pescatoria cochlearis
Pescatoria cochlearis är en orkidéart som beskrevs av Robert Allen Rolfe. Pescatoria cochlearis ingår i släktet Pescatoria och familjen orkidéer.
Artens utbredningsområde är Ecuador. Inga underarter finns listade i Catalogue of Life.